# Phil Foden
Philip Walter Foden (Stockport, 2000. május 28. –)  U17-es világbajnok és Európa-bajnoki ezüstérmes angol válogatott labdarúgó, aki jelenleg a Manchester City játékosa.
A 2017-es U17-es labdarúgó-világbajnokságon A torna legjobb játékosának járó díjat nyerte el.

## Pályafutása

### Klubcsapatban
A Manchester City saját nevelésű játékosa, ahova a Reddish Vulcans JFC-től került 2006-ban. 2016. december 6-án Pep Guardiola a kispadra nevezte a Bajnokok Ligájában a skót Celtic elleni mérkőzésen. 2017 júliusában a felnőtt kerettel részt vett az amerikai túrán, ahol a Manchester United ellen pályára lépett. A Real Madrid ellen is lehetőséget kapott.
A 2017–18-as szezonban többször is a kispadon kapott lehetőséget. 2017. november 21-én a Bajnokok Ligájában a holland Feyenoord ellen 1–0-ra megnyert mérkőzésen a 75. percben váltotta Yaya Tourét. 17 évesen és 177 naposan mutatkozott be a legrangosabb nemzetközi klubsorozatban, ezzel a negyedik legfiatalabb angol játékos lett a sorozat történelmében.

### A válogatottban
Részt vett a 2017-es U17-es labdarúgó-Európa-bajnokságon, amely a döntőig jutott. Az U17-es labdarúgó-világbajnokságon a döntőben két góllal vette ki részét a torna megnyerésében.

## Statisztika
2025. január 19-i állapot szerint.
| Klub             | Szezon           | Bajnokság        | Bajnokság | Bajnokság | FA-kupa | FA-kupa | Ligakupa | Ligakupa | Nemzetközi | Nemzetközi | Egyéb | Egyéb | Összesen | Összesen |
| Klub             | Szezon           | Osztály          | Mérk.     | Gól       | Mérk.   | Gól     | Mérk.    | Gól      | Mérk.      | Gól        | Mérk. | Gól   | Mérk.    | Gól      |
| ---------------- | ---------------- | ---------------- | --------- | --------- | ------- | ------- | -------- | -------- | ---------- | ---------- | ----- | ----- | -------- | -------- |
| Manchester City  | 2017–2018        | Premier League   | 5         | 0         | 0       | 0       | 2        | 0        | 3          | 0          | —     | —     | 10       | 0        |
| Manchester City  | 2018–2019        | Premier League   | 13        | 1         | 3       | 3       | 5        | 2        | 4          | 1          | 1     | 0     | 26       | 7        |
| Manchester City  | 2019–2020        | Premier League   | 23        | 5         | 4       | 1       | 5        | 0        | 5          | 2          | 1     | 0     | 38       | 8        |
| Manchester City  | 2020–2021        | Premier League   | 28        | 9         | 5       | 2       | 4        | 2        | 13         | 3          | —     | —     | 50       | 16       |
| Manchester City  | 2021–2022        | Premier League   | 28        | 9         | 4       | 1       | 2        | 1        | 11         | 3          | 0     | 0     | 45       | 14       |
| Manchester City  | 2022–2023        | Premier League   | 32        | 11        | 5       | 3       | 2        | 0        | 8          | 1          | 1     | 0     | 48       | 15       |
| Manchester City  | 2023–2024        | Premier League   | 35        | 19        | 5       | 2       | 1        | 0        | 8          | 5          | 4     | 1     | 52       | 27       |
| Manchester City  | 2024–2025        | Premier League   | 17        | 6         | 1       | 0       | 2        | 0        | 5          | 3          | 0     | 0     | 25       | 9        |
| Karrier összesen | Karrier összesen | Karrier összesen | 181       | 60        | 27      | 12      | 23       | 5        | 57         | 018        | 7     | 1     | 295      | 96       |

## Sikerei, díjai

### Klub
- Manchester City
  - Angol bajnok: 2017–2018, 2018–2019, 2020–2021, 2021–2022, 2022–2023, 2023–2024
  - Angol kupa: 2018–2019, 2022–2023
  - Angol ligakupa: 2017–2018, 2018–2019, 2019–2020, 2020–2021
  - Angol szuperkupa: 2018, 2019
  - UEFA-bajnokok ligája: 2022–23
  - UEFA-szuperkupa: 2023
  - FIFA-klubvilágbajnokság: 2023

### Válogatott
- Anglia U17
  - U17-es labdarúgó-Európa-bajnokság döntős: 2017
  - U17-es labdarúgó-világbajnokság: 2017
- Anglia
  - Labdarúgó-Európa-bajnokság döntős: 2020

### Egyéni
- U17-es labdarúgó-Európa-bajnokság – A torna csapata: 2017[16]
- U17-es labdarúgó-világbajnokság – Aranylabda: 2017[17]
- BBC – Év Sportolója-díj (Az év fiatal sportolója): 2017[18]
- Alan Hardaker-trófea (Angol szuperkupa – A mérkőzés legjobbja): 2020[19]
- IFFHS – Az év U20-as férfi csapata: 2020[20]
- UEFA-bajnokok ligája – A szezon kerete: 2020–2021[21]
- FWA – Az év labdarúgója: 2023–2024[22]
- Premier League – A szezon játékosa: 2023–2024[23]
- Premier League – A szezon fiatal játékosa: 2020–2021, 2021–2022
- PFA – Az év fiatal játékosa: 2020–2021, 2021–2022[24]

## További Információk
- Phil Foden adatlapja a Manchester City honlapján (angolul)
- Phil Foden adatlapja a Soccerway oldalon (angolul)
- Phil Foden adatlapja a Transfermarkt honlapján (angolul)
- Phil Foden a Twitteren
- Phil Foden pályafutásának statisztikái a Soccerbase oldalon (angolul)